# اولفوس
اولفوس (به لاتین: Ölfus) یک منطقهٔ مسکونی در ایسلند است که در سودورلاند واقع شده‌است. اولفوس ۱٬۹۰۶ نفر جمعیت دارد.